# Soera De Touwvezels
Soera De Touwvezels is een soera van de Koran.
De soera is vernoemd naar de touwvezels om de nek van de vrouw van Abu Lahab, zoals vermeld in de laatste aya. De soera richt zich tegen Abu Lahab.

## Bijzonderheden
Abu Lahab was een halfbroer van Mohammeds vader en een fel tegenstander van de islam.